# Claudia Duque
Claudia Julieta Duque is een Colombiaans journalist en mensenrechtenverdediger. In 2011 rangschikte Newsweek magazine haar onder de tien vrouwelijke journalisten die de hoogste risico's voor hun leven liepen vanwege hun verslaggeving.

## Biografie
Claudia Duque is correspondent voor de Colombiaanse mensenrechtenradiozender Radio Nizkor en was daarvoor onderzoeker voor het Advocatencollectief José Alvear Restrepo (CCAJAR). Ook werkte zij met en voor verschillende gerenommeerde persbureaus en organisaties, zoals The Washington Post en UNICEF en de Colombiaanse kranten El Spectador en El Tiempo.  In de loop van haar journalistieke carrière specialiseerde zij zich in het onderzoeken en rapporteren over opzienbarende zaken, zoals gedwongen verdwijning, gedwongen recrutering van kinderen door legale en illegale gewapende groeperingen, de gevolgen van straffeloosheid en het recht op gerechtigheid, en infiltratie van paramilitaire groeperingen in overheidsinstellingen. Haar onderzoeken waren vaak aanleiding voor rechtszaken tegen leden van het leger, politieke en juridische medewerkers en zelfs tegen journalisten vanwege hun betrokkenheid bij criminele handelingen.

### Onderzoek Garzón
In 2001 deed Duque, samen met CCAJAR, onderzoek naar de omstandigheden waaronder collega-journalist Jaime Garzón in 1999 vermoord werd. Het onderzoek toonde aan dat medewerkers van de Colombiaanse inlichtingendienst, Departamento Administrativo de Seguridad (DAS), betrokken waren bij een cover-up om het onderzoek van de procureur-generaal op een dwaalspoor te brengen. Vanaf dat moment tot 2004 werd Duque systematisch onderworpen aan bedreigingen met de dood, ontvoeringen, illegaal toezicht, lastercampagnes en stigmatisering. De overheid had haar bescherming verstrekt, echter vermoedde Duque dat enkele van haar lijfwachten spionnen waren. Deze vermoedens werden bevestigd toen uit interne verslagen bleek dat haar lijfwachten de DAS over haar activiteiten hadden geïnformeerd en ook valse beschuldigingen tegen haar hadden geuit. Van 2004 tot 2008 vluchtten Duque en haar dochter naar het buitenland. Mede door de publicaties van Duque, werd DAS in 2011 opgeheven.
In maart 2013 kondigde Duque een rechtszaak aan tegen de DAS ambtenaren wegens psychologische foltering. Twee verdachte ex-DAS-ambtenaren werden opgepakt in 2016. Dit is het eerste geval ter wereld waar het strafrechtelijk systeem erin slaagt vermeende daders, die verantwoordelijk zijn voor de misdaad van psychologische foltering, te identificeren. De behandeling van deze zaak door de rechtbank van Bogotá ging begin december 2018 van start. In 2018 diende Duque ook bij de Inter-Amerikaanse Commissie voor de Rechten van de Mens (IACHR) een formele klacht in tegen de Colombiaanse staat wegens vermeende mensenrechtenschendingen, waarvan zij en haar dochter slachtoffer zijn geweest.
Duque blijft bescherming ontvangen vanwege intimidatie en pesterijen. In 2009 kondigde de IACHR voorzorgsmaatregelen voor Duque en haar dochter af. Vanaf 2003 werd zij door Peace Brigades International (PBI) met onderbrekingen begeleid, en vanaf 2010 op officiële basis. Om veiligheidsredenen zag zij zich nog meermalen genoodzaakt Colombia te verlaten. In 2018 dook zij drie maanden onder in Deventer via het Shelter-City programma. Dit programma biedt mensenrechtenverdedigers, die mensenrechtenschendingen in hun thuisland bestrijden, tijdelijke opvang, training en veiligheid.

### Onderscheidingen
Duque ontving vele onderscheidingen voor haar journalistieke werk, waaronder de Press Freedom Award van Sweden Reporters without Borders, de Courage in Journalism Award (2010) van de Internationale Mediastichting voor Vrouwen (IWMH) en de Ilaria Alpi Award in Italië. Ook werd zij in 2010 benoemd tot erelid van de Nationale Unie van journalisten van het Verenigd Koninkrijk en Ierland. In 2017 ontving zij erkenning voor haar moed in de strijd tegen straffeloosheid verleend door de Latijns-Amerikaanse & Caribische Federatie van Journalisten (FEPALC) en de Colombiaanse Federatie van Journalisten (Fecolper).
- Gemeinsame Normdatei: 1057509124
- International Standard Name Identifier: 0000 0000 4198 7113
- Library of Congress Control Number: no96038515
- Virtual International Authority File: 68525257
- WorldCat: E39PBJxCtxM4wgp483kxmkd84q